# كاترين كرايفيلد
كاترين كرايفيلد (بالإنجليزية: Cathrine Kraayeveld)‏ مواليد 30 سبتمبر 1981، هي لاعبة كرة سلة أمريكية. بدأت مسيرتها الاحترافية في سنة 2005. تم اختيارها من قبل فريق سان أنطونيو ستارز خلال الدرافت.

## المسيرة الاحترافية
لعبت مع نيويورك ليبرتي من سنة 2005 إلى 2009، ثم لعبت مع شيكاغو سكاي في موسم 2010–2011، ثم لعبت مع أتلانتا دريم في سنة 2012، ثم لعبت مع سان أنطونيو ستارز في سنة 2013.

## روابط خارجية
- كاترين كرايفيلد على موقع الاتحاد الوطني لكرة السلة النسائية (الإنجليزية)
- كاترين كرايفيلد على موقع كرة السلة الأوروبية.كوم (الإنجليزية)
- كاترين كرايفيلد على موقع كلية كرة السلة في سبورتس رفرنس.كوم (الإنجليزية)
- كاترين كرايفيلد على موقع بروبوليرز (الإنجليزية)
- كاترين كرايفيلد على موقع سبورتس رفرنس (الإنجليزية)